# TOX4
El miembro 4 de la familia de cajas de grupo de alta movilidad TOX, también conocido como KIAA0737, es un gen humano.